# Kōsuke Kitajima
Kōsuke Kitajima (北島 康介, Kitajima Kōsuke), né le 22 septembre 1982 à Tokyo), est un nageur japonais spécialiste de la brasse, style dans lequel il a remporté quatre titres olympiques en 2004 et 2008 ainsi que trois titres de champion du monde.
Révélé à 17 ans par une quatrième place aux Jeux olympiques d'été de 2000, le nageur remporte une première récompense planétaire l'année suivante avant de battre un premier record du monde en 2002. Entre 2002 et 2004, son palmarès s'enrichit de nombreux succès internationaux dont de premiers titres mondiaux et surtout de deux titres olympiques. Moins performant dès 2005 malgré des podiums mondiaux, Kosuke Kitajima domine de nouveau la brasse mondiale en 2008, année où il conserve ses deux titres olympiques.
Brasseur le plus titré de l'histoire, le Japonais est très populaire dans son pays dont il est l'un des sportifs les plus récompensés aux Jeux olympiques. Pour de nombreux observateurs, ses succès prestigieux obtenus avec une taille modeste en comparaison des gabarits de ses contemporains, fréquemment au-dessus des 190 cm, s'expliquent par une technique de nage irréprochable ; l'intéressé distingue lui sa force mentale.

## Biographie

### Jeunesse
Kosuke Kitajima naît le 22 septembre 1982 dans l'arrondissement d'Arakawa à Tokyo. D'origine modeste, ses parents tiennent une boucherie.
Il apprend à nager à 5 ans. Adolescent, il rêve de participer aux Jeux olympiques comme Akira Hayashi, un brasseur japonais notamment finaliste olympique et plusieurs fois médaillé aux Championnats pan-pacifiques. À 7 ans, ce qui était jusqu'ici une activité partagée avec les enfants de son âge devient une passion puisque l'enfant intègre un club de natation. Il a 10 ans quand il dispute de premières compétitions nationales dans sa catégorie d'âge. Alors qu'il nageait davantage les épreuves de medley, le jeune nageur se spécialise en brasse pour pouvoir nager ces compétitions. Adolescent, il intègre le club de natation de Tokyo où il fait la rencontre de Norimasa Hirai, son nouvel entraîneur, qui d'emblée remarque les prédispositions du jeune homme en particulier au niveau des pieds, organe moteur pour la pratique de la brasse. Hirai oriente les entraînements de Kitajima sur le travail de technique de nage, point fort de l'adolescent âgé de 14 ans quand il entame sa collaboration avec cet entraîneur.

### Débuts nationaux et internationaux
En 1998, il intègre la Hongo High School (本郷高等学校) avant d'entrer à l'Université nippone des sciences et des sports de Tokyo (Nippon Sport Science University, 日本体育大学) en 2001.
En 1999, il remporte la médaille de bronze aux championnats du Japon sur 100 m brasse, la première récompense qu'il décroche au niveau senior dans un championnat national.[réf. nécessaire]
Les championnats du Japon, organisés en avril 2000 à Tokyo, sont sélectifs pour les Jeux olympiques d'été de 2000 qu'organisent Sydney en septembre. Sur 100 m brasse, Kosuke Kitajima, alors âgé de 17 ans, remporte la course devant Akira Hayashi, de 8 ans son aîné, et obtient du même coup sa qualification olympique. Plus encore, en 1 min 01 s 41, il s'approprie le record national. Sur 200 m brasse, il approche le record national de 3 centièmes de seconde en 2 min 13 s 47 dès les demi-finales. Le brasseur rate cependant la finale qu'il termine à la quatrième place échouant ainsi à se qualifier d'office pour les Jeux olympiques dans une seconde épreuve. Il est cependant choisi pour représenter le Japon dans cette épreuve avec le vainqueur Akira Hayashi.
En Australie, le brasseur se présente sur 100 m avec le cinquième meilleur temps des engagés à plus d'une seconde cependant du nageur russe Roman Sludnov qui domine les bilans mondiaux en 1 min 00 s 36, record du monde.
Quatrième temps des demi-finales en 1 min 01 s 31, il n'améliore pas son nouveau record personnel en finale qu'il termine au pied du podium en 1 min 01 s 34. Il échoue à plus de 4 dixièmes de seconde du troisième, Roman Sludnov, lui-même dominé par Domenico Fioravanti et Ed Moses.

### 2002-2003: ascension au plus haut niveau mondial

#### Un premier record du monde
Lors des championnats du Japon disputés en juin à Tokyo, Kosuke Kitajima bouscule la hiérarchie mondiale en établissant deux meilleures performances mondiales de l'année. Plus encore, avec un 200 m brasse nagé en 2 min 10 s 64, nouveau record personnel, il devient le troisième nageur le plus rapide de l'histoire sur la distance après les Américains Mike Barrowman et Ed Moses. Également vainqueur du 100 m en 1 min 00 s 63, le nageur se qualifie pour les deux événements internationaux de l'année : les Championnats pan-pacifiques et les Jeux asiatiques.
Fin août, il se présente à la première de ces compétitions avec les meilleures performances mondiales sur 100 et 200 m brasse. Confronté à l'Américain Brendan Hansen et à l'Australien Jim Piper, il remporte la première épreuve après avoir amélioré son record personnel en séries en 1 min 00 s 34. Cette performance constitue la meilleure performance asiatique de l'histoire et un nouveau record des championnats. Blessé au coude, le Japonais doit déclarer forfait pour le 200 m brasse, épreuve dont il était pourtant le favori.
C'est à l'occasion des Jeux asiatiques de 2002, organisés à Pusan en Corée du Sud au mois d'octobre, que Kosuke Kitajima effectue son retour à la compétition. C'est également pendant ce rendez-vous quadriennal que le brasseur bat le premier record du monde de sa carrière. Sur 200 m brasse, le Japonais nage en 2 min 09 s 97, soit 19 centièmes de seconde plus rapidement que l'ancienne marque établie dix ans plus tôt par l'Américain Mike Barrowman lors des Jeux olympiques de Barcelone. Âgé de 20 ans depuis quelques jours, Kitajima bat le plus ancien record de la natation mondial et devient le tout premier nageur à descendre sous les 2 min et 10 s sur la distance. Sans rival sur l'épreuve, Kitajima prend de l'avance sur l'ancien record lors des 100 premiers mètres avant de céder une partie de son avantage lors de la seconde partie de course, pas assez cependant pour que Barrowman conserve le record planétaire. Dès après le 100 m brasse, remporté par Kitajima en 1 min 00 s 45, des observateurs avaient déclaré que le record pouvait être battu par le brasseur nippon.
Surpris par ses performances, Kosuke Kitajima affirme d'emblée ses ambitions pour les prochains championnats du monde prévus l'année suivante à Barcelone : il peut selon lui « aller plus vite » et « inscrire son nom dans les livres de records ».

#### De premiers succès mondiaux
Fort des performances réalisées en 2002, Kosuke Kitajima aborde ambitieux l'année 2003. Dès les Championnats du Japon organisés à Tokyo, le brasseur améliore son record personnel sur 100 m brasse en 1 min 00 s 23 en plus de remporter les titres nationaux sur 50, 100 et 200 m.
Grâce à ces succès, le Nippon se qualifie pour les Championnats du monde disputés en juillet à Barcelone. Il s'y aligne sur deux épreuves individuelles (il fait l'impasse sur le 50 m brasse) et une épreuve de relais (4 × 100 m 4 nages). Dès les séries éliminatoires du 100 m, Kosuke Kitajima améliore de 3 centièmes de seconde son record personnel (1 min 00 s 20 désormais). Plus encore, lors des demi-finales, le Japonais devient le second nageur de l'histoire après Roman Sludnov à descendre sous la minute sur 100 m en 59 s 98. En finale, le nageur nippon réalise une première moitié de course plus lente que ses concurrents, notamment par rapport à l'Américain Brendan Hansen mais surtout par rapport au Britannique James Gibson largement en avance sur le temps de passage du record du monde aux 50 m de course. Seulement sixième alors, Kitajima renverse l'écart en sa faveur lors de la seconde partie de course,. Finalement, il remporte l'épreuve et le premier titre mondial de sa carrière en 59 s 78, nouveau record du monde de la spécialité, 16 centièmes de seconde plus rapide que l'ancienne référence établie par Sludnov en 2001. Kosuke Kitajima apparaît dès lors comme le grand favori du 200 m brasse disputé quelques jours plus tard. Le Japonais n'est cependant plus le nageur le plus rapide de l'histoire sur cette distance. En effet, plus d'un mois avant ces championnats du monde, le Russe Dmitry Komornikov dépossédait Kitajima du record du monde du 200 m brasse en 2 min 09 s 52 à l'occasion de l'étape barcelonaise du Mare Nostrum. Malgré cela, le Russe n'inquiète guère le Japonais lors des Mondiaux puisque relégué à près de 3 secondes de lui des séries à la finale. Meilleur temps des demi-finales grâce à un nouveau record personnel, le brasseur japonais récupère le record du monde en finale en 2 min 09 s 42 et remporte aisément la course (second, le Britannique Ian Edmond termine en effet à 1 seconde et demie). Aligné au sein du relais japonais 4 × 100 m 4 nages, Kitajima remporte une troisième médaille mondiale, en bronze, la première qu'il enlève à ce niveau en relais.

### Jeux olympiques d'Athènes
Le principal événement de l'année 2004 se déroule en août à Athènes où sont organisés les Jeux olympiques. La participation n'étant cependant pas automatique, les championnats du Japon organisés à la fin du mois d'avril tiennent lieu de sélections nationales afin de constituer la délégation nippone invitée à participer aux Jeux. Comme en 2000, première année olympique de la carrière de Kosuke Kitajima, la réalisation de minima chronométriques sont nécessaires pour prétendre à une sélection. À Tokyo, le nageur remporte le 100 m brasse tout en réalisant le minima bien que les observateurs soulignent le fait que le Japonais ne descende pas sous la minute (bien en avance sur le temps de passage du record du monde aux 50 m, il s'effondre dans la seconde longueur de bassin pour finir en 1 min 00 s 39). Davantage proche de son record personnel que sur le 100 m, Kosuke Kitajima remporte le 200 m en 2 min 10 s 70 ; il disputera donc les deux épreuves de brasse aux Jeux d'Athènes. Par ailleurs, Kitajima remporte un troisième titre lors du 50 m brasse, une épreuve non olympique. Outre le fait que Kitajima représente un espoir de médaille pour le rendez-vous olympique, ces championnats nationaux illustrent la nouvelle notoriété du brasseur champion du monde puisque la télévision publique japonaise, la NHK, interrompt ses programmes pour diffuser en direct la finale du 100 m brasse.

### 2005-2007: une concurrence accrue
En 2005 et 2006, Kosuke Kitajima connaît deux années difficiles marquées par des contre-performances tant au niveau national qu'international. La première est réalisée en avril 2005 à l'occasion des championnats du Japon organisés à Yokohama, une compétition sélective pour les Championnats du monde 2005 prévus à Montréal. Aisément sacré champion national sur 50 et 100 m brasse, Kitajima termine troisième du 200 m brasse à près de 4 secondes de son record personnel (il nage 2 min 13 s 26 en finale). Ce faisant et puisqu'un pays ne peut qualifier plus de deux nageurs par épreuve, Kosuke Kitajima ne peut espérer défendre son statut de champion olympique du 200 m brasse lors du rendez-vous planétaire québécois. Lors des Mondiaux, Kosuke Kitajima ne participe donc qu'à trois épreuves au lieu de quatre : les 50 et 100 m brasse et le relais 4 × 100 m 4 nages. Aligné d'abord sur le 100 m brasse, Kosuke Kitajima retrouve son meilleur niveau ainsi que son rival américain Brendan Hansen dont les performances tant en séries qu'en demi-finales sont très proches du nageur nippon qui, à deux reprises, nage au-dessous ou au même niveau que son record personnel. De nouveau en finale, Kitajima améliore son meilleur temps en 59 s 53, plus lent cependant que Hansen qui devient champion du monde en 59 s 37. Médaillé d'argent, le brasseur japonais enlève 25 centièmes de seconde à son record personnel lors de l'événement mais concède une première défaite sur 100 m contre l'Américain depuis mi-2002.
Lors du 50 m brasse, Kosuke Kitajima décroche la médaille de bronze derrière l'Allemand Mark Warnecke et l'Américain Mark Gangloff. Il n'a alors pas l'occasion d'affronter une nouvelle fois Brendan Hansen. De même, non qualifié pour le 200 m brasse, il assiste impuissant au doublé de ce dernier qui prend ainsi une revanche sur son relatif échec de l'année passée aux Jeux olympiques. En clôture des championnats, les deux nageurs s'affrontent enfin de nouveau lors du relais 4 × 100 m 4 nages. Si le Japonais réalise un meilleur parcours de brasse que le nouveau champion du monde, l'équipe américaine remporte l'épreuve ce qui permet à Brendan Hansen de gagner une troisième médaille d'or. Interrogé sur ses performances jugées décevantes malgré plusieurs podiums internationaux, le nageur pointe une incapacité à conserver sa concentration et à maintenir son niveau de forme après les Jeux olympiques d'Athènes.
Cette irrégularité se confirme l'année suivante lors des championnats du Japon disputés à Tokyo. Vainqueur du 100 m brasse, Kosuke Kitajima y est dominé par un compatriote sur 50 m et n'obtient que la quatrième place sur 200 m brasse. Pour la seconde année consécutive, le champion olympique ne Kẹo Sâm Hamer domine pas cette discipline au niveau national. Quelques mois plus tard, le brasseur japonais représente son pays lors des Championnats pan-pacifiques 2006 organisés comme les derniers championnats du monde au Canada. Kitajima y subit la domination de l'Américain Brendan Hansen qui remporte les 100 et 200 m brasse en battant son propre record du monde sur la seconde épreuve. Le Nippon doit lui se contenter du bronze sur 100 m brasse puisque relégué à 1 seconde de l'Américain et battu par l'Australien Brenton Rickard. Sur 200 m brasse, Kitajima obtient l'argent mais concède plus de 2 secondes de retard sur son adversaire.
Commentant les contre-performances de son nageur, Norimasa Hirai explique que de légères blessures et diverses maladies ont affaibli le physique et le moral du nageur à l'approche des grandes compétitions. En présence d'une rivalité plus faible, Kosuke Kitajima termine l'année 2006 par le gain de quatre récompenses dont trois en or lors des Jeux asiatiques de 2006 organisés à Doha.

### 2008: retour au sommet
Le 6 juin 2008, le nageur japonais améliore son propre record sur 100 mètres brasse à l'occasion de l'Open du Japon organisé à Tokyo. Il abaisse alors de 9 centièmes de seconde son record national (59 s 44 contre 59 s 53, un temps réalisé lors des Mondiaux 2005) qui constitue la meilleure performance mondiale de la saison. Deux jours plus tard, lors de cette même compétition, il bat le record du monde du 200 m brasse en 2 min 07 s 51, près d'une seconde plus rapidement que Brendan Hansen, précédent recordman du monde. Ces performances provoquent néanmoins une polémique car Kosuke Kitajima a nagé cette réunion vêtu non pas d'une combinaison de l'équipementier nippon Mizuno, avec lequel il est lié par contrat, mais avec la combinaison LZR Racer de l'Australien Speedo. Critiqué pour ne pas avoir respecté son contrat, le nageur proteste lorsque sa fédération nationale interdit le port de cette tenue controversée lors des prochains Jeux olympiques d'été de 2008 prévus à Pékin. Lui et d'autres nageurs du pays réclament alors le droit de choisir leur combinaison pour se donner une chance de conquérir l'or olympique. Kẹo Sâm Hamer Chính Hãng La Fédération japonaise de natation cède et autorise finalement les nageurs à porter des tenues fabriquées par des équipementiers étrangers.
Aux Jeux olympiques, Kosuke Kitajima est en lice dès la première journée de compétition dans les séries éliminatoires du 100 m brasse. Vainqueur de sa série en 59 s 52, il réalise le deuxième temps global des séries où cinq nageurs sont déjà plus rapides que les temps réalisés en finale olympique quatre années plus tôt,. Le lendemain en demi-finales, le Japonais gagne sa course en 59 s 55 mais reste à distance du Norvégien Alexander Dale Oen, auteur d'un second record olympique en deux jours et vainqueur de l'autre demi-finale en 59 s 16. En finale, le Norvégien Oen réalise la meilleure première longueur de bassin tandis que Kitajima est troisième à 18 centièmes de seconde. Des 50 aux 100 m, le Japonais effectue le meilleur parcours, dépasse son concurrent européen et touche le mur d'arrivée le premier en 58 s 91. Premier homme sous les 59 secondes, il efface la marque de l'Américain Brendan Hansen, recordman du monde depuis août 2006 en 59 s 13, et conserve son titre olympique. Dès le lendemain, le nageur nippon nage les séries du 200 m brasse dont il est majoritairement désigné favori en tant que recordman du monde et en l'absence de son rival américain Brendan Hansen non qualifié pour l'épreuve. Qualifié pour les demi-finales, il y réalise le meilleur temps, record olympique à la clé. En finale, le spécialiste de la brasse domine la course de bout en bout et relègue l'Australien Brenton Rickard et le Français Hugues Duboscq à plus d'une seconde et trente centièmes. Deux fois titré individuellement, Kitajima dispute ses deux dernières courses par équipe au sein du relais 4 × 100 m 4 nages japonais. Après le parcours de brasse du champion olympique, le quatuor nippon occupe la première position mais les deux derniers relayeurs sont dépassés par les Américains et les Australiens. Kosuke Kitajima et ses coéquipiers remportent néanmoins la médaille de bronze.
Triple médaillé dont deux fois en or comme quatre ans plus tôt à Athènes, le nageur est le Japonais le plus en vue de ces Jeux olympiques et est désigné porte-drapeau de la délégation japonaise pour la cérémonie de clôture. En revanche peu clair quant à la poursuite de sa carrière avant les Jeux olympiques, Kitajima déclare immédiatement après ceux-là ne pas avoir « arrêté » son choix.

## Style
Kitajima est connu pour sa technique de nage efficace, en jouant sur la glisse au maximum, contrairement par exemple à son principal rival, l'américain Brendan Hansen, qui avance tout en puissance.
En 2004, une controverse autour du style de Kitajima naît à l'issue de son titre olympique sur 100 m brasse aux Jeux d'Athènes. Il est en effet accusé d'avoir utilisé un mouvement de jambes type papillon (ondulation similaire au dauphin) lors de ses virages — ce qui améliore considérablement la vitesse —, mouvement formellement interdit par le règlement d'alors. Le mensuel américain Swimming World Magazine titre ainsi « Kitajima cheated » (Kitajima a triché), clamant que c'est cette technique qui lui a permis de coiffer sur le fil son concurrent américain Brendan Hansen lors de la course. Le dossiste Aaron Peirsol estime lui aussi que son compatriote a été lésé. Le japonais ne fait aucun commentaire, ni d'ailleurs Hansen lui-même, qui déclare simplement « s'être trop concentré sur l'allure de Kitajima plutôt que la sienne ». Ses titres ne sont pas remis en cause par les arbitres, et il n'a jamais été disqualifié d'une course pour cette raison.
Aujourd'hui, le règlement de la FINA a changé et autorise un unique battement de dauphin au départ et après chaque virage d'une course en brasse.
Mais les nageurs s'en autorisent bien plus, toujours impunément.

## En dehors des bassins
Kosuke Kitajima est l'un des sportifs les plus populaires du Japon. Un sondage effectué en juin 2008 le place en effet à la septième place des personnalités sportives préférées des Japonais. Le nageur est aussi l'un des sportifs en qui les attentes sont les plus grandes. Ainsi, à l'approche des Jeux olympiques d'été de 2008, un sondage effectué révèle qu'il est le plus sérieux espoir de succès en compagnie de la marathonienne Mizuki Noguchi selon des Japonais interrogés,. Durant sa carrière, le nageur a multiplié les contrats de partenariats associant son nom à un produit ou à une entreprise. Il s'est ainsi associé avec Coca-Cola pour la promotion d'une boisson énergétique commercialisée au Japon qui, selon la presse nippone, lui rapporterait 1,8 million de dollars par an (200 millions de yens). Le nageur est également sous contrat avec l'équipementier japonais Mizuno et le groupe sud-coréen Lotte. Avant de rejoindre l'équipementier Mizuno, Kosuke Kitajima était sous contrat avec Speedo, une collaboration entérinée en février 2004. Pour la marque australienne, l'objectif était de sponsoriser tous les nageurs ayant des chances de remporter un titre olympique à Athènes. Il devient également le premier nageur asiatique sponsorisé par la marque la plus renommée alors.
Grandement médiatisé après les Championnats du monde de 2003, le nageur confie alors la gestion de son image à une société privée spécialisée dans les relations publiques,. Associée entre autres au footballeur Hidetoshi Nakata, cette société accroît fortement sa renommée en parallèle aux succès du nageur dont la popularité au Japon augmente au fil des succès. Fervente dans son pays natal, la popularité du Japonais l'est moins outre-mers où les spécialistes de nage libre et autres nageurs polyvalents sont davantage mis en avant par les médias.

## Palmarès

### Jeux olympiques
| Épreuve / Édition | Sydney 2000                      | Athènes 2004            | Pékin 2008              | Londres 2012         |
| 100 m brasse      | 4e 1 min 01 s 34                 | Or 1 min 00 s 08        | Or 58 s 91 RM           | 5e 59 s 79           |
| 200 m brasse      | Séries - 17e temps 2 min 15 s 71 | Or 2 min 09 s 44 RO     | Or 2 min 07 s 64 RO     | 4e 2 min 08 s 35     |
| 4 × 100 m 4 nages | -                                | Bronze 3 min 35 s 22 RA | Bronze 3 min 31 s 18 RA | Argent 3 min 31 s 26 |

### Championnats du monde
| Épreuve / Édition | Grand bassin               | Grand bassin         | Grand bassin         | Grand bassin         | Grand bassin        | Grand bassin                     |                          | Petit bassin |
| Épreuve / Édition | Fukuoka 2001               | Barcelone 2003       | Montréal 2005        | Melbourne 2007       | Shanghai 2011       | Barcelone 2013                   | Moscou 2002              |              |
| 50 m brasse       | Séries - 18e temps 28 s 73 | -                    | Bronze 27 s 78       | 5e 28 s 10           | -                   | Demi-finales - 15e temps 27 s 82 | 6e 27 s 44               |              |
| 100 m brasse      | 4e 1 min 00 s 67           | Or 59 s 78 RM        | Argent 59 s 53       | Argent 59 s 96       | 4e 1 min 0 s 03     | 6e 59 s 98                       | Argent 59 s 10           |              |
| 200 m brasse      | Bronze 2 min 11 s 21       | Or 2 min 9 s 42 RM   | -                    | Or 2 min 9 s 80      | Argent 2 min 8 s 63 | -                                | 4e 2 min 8 s 23          |              |
| 100 m 4 nages     | -                          | -                    | -                    | -                    | -                   | -                                | 1/2 f - 9e temps 55 s 08 |              |
| 4 × 100 m 4 nages | 6e 3 min 38 s 92           | Bronze 3 min 36 s 12 | Bronze 3 min 35 s 40 | Argent 3 min 35 s 16 | 4e 3 min 32 s 89    | Bronze 3 min 32 s 26             | -                        |              |

### Divers
| Compétition / Épreuve       | Compétition / Épreuve | Brasse         | Brasse               | Brasse               | Relais               |
| Compétition / Épreuve       | Compétition / Épreuve | 50 m           | 100 m                | 200 m                | 4 × 100 m 4N         |
| Championnats pan-pacifiques | Yokohama 2002         | -              | Or 1 min 00 s 36     | -                    | -                    |
| Championnats pan-pacifiques | Victoria 2006         | -              | Bronze 1 min 00 s 90 | Argent 2 min 10 s 87 | Argent 3 min 35 s 70 |
| Jeux asiatiques             | Busan 2002            | -              | Or 1 min 00 s 45     | Or 2 min 09 s 97 RM  | Or 3 min 37 s 45 RA  |
| Jeux asiatiques             | Doha 2006             | Argent 28 s 38 | Or 1 min 01 s 13     | Or 2 min 12 s 05     | Or 3 min 36 s 52     |

## Records

### Records personnels
Ces tableaux détaillent les records personnels de Kosuke Kitajima en grand et petit bassin à l'issue des Jeux olympiques d'été de 2008.
| Épreuve      | Temps         | Compétition                   | Lieu         | Date       |
| 50 m brasse  | 27 s 65       | Open du Japon                 | Tokyo, Japon | 07/06/2008 |
| 100 m brasse | 58 s 91       | Jeux olympiques d'été de 2008 | Pékin, Chine | 11/08/2008 |
| 200 m brasse | 2 min 07 s 51 | Open du Japon                 | Tokyo, Japon | 08/06/2008 |

| Épreuve      | Temps         | Compétition   | Lieu         | Date       |
| 50 m brasse  | 27 s 14       | Open du Japon | Tokyo, Japon | 01/01/2007 |
| 100 m brasse | 57 s 62       | Open du Japon | Tokyo, Japon | 23/02/2008 |
| 200 m brasse | 2 min 04 s 96 | Open du Japon | Tokyo, Japon | 01/01/2007 |

### Records du monde battus
Ce tableau détaille les cinq records du monde battus par Kosuke Kitajima durant sa carrière ; tous l'ont été en grand bassin.
| Épreuve                      | Temps         | Compétition                            | Lieu                | Date       |
| 100 m brasse en grand bassin | 59 s 78       | Championnats du monde de natation 2003 | Barcelone, Espagne  | 21/07/2003 |
| 100 m brasse en grand bassin | 58 s 91       | Jeux olympiques d'été de 2008          | Pékin, Chine        | 11/08/2008 |
| 200 m brasse en grand bassin | 2 min 09 s 97 | Jeux asiatiques de 2002                | Pusan, Corée du Sud | 02/10/2002 |
| 200 m brasse en grand bassin | 2 min 09 s 42 | Championnats du monde de natation 2003 | Barcelone, Espagne  | 24/07/2003 |
| 200 m brasse en grand bassin | 2 min 07 s 51 | Open du Japon                          | Tokyo, Japon        | 08/06/2008 |